# Foresta pluviale temperata

Localizzazione

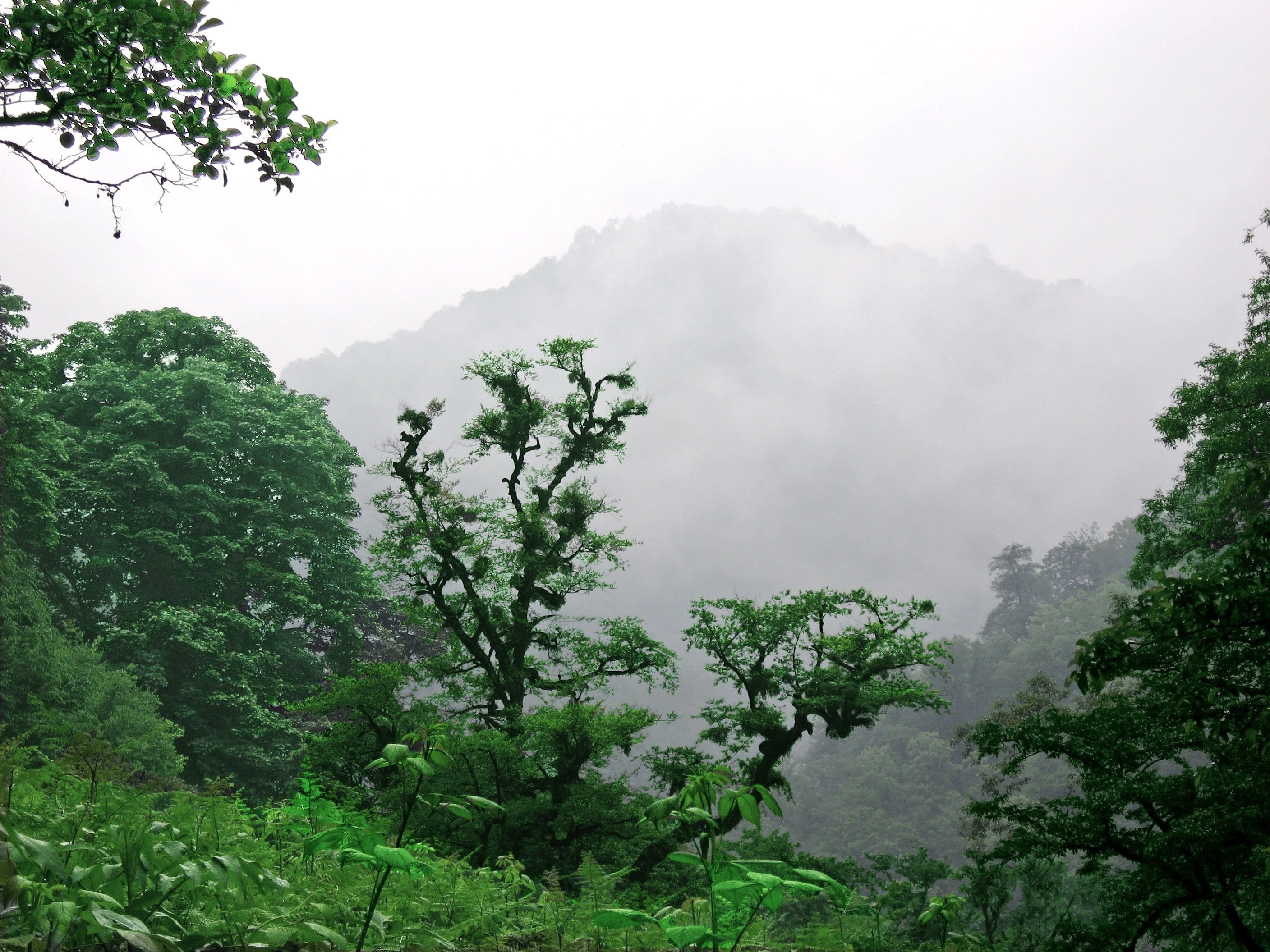
Foresta nella Regione di Gilan in Iran.

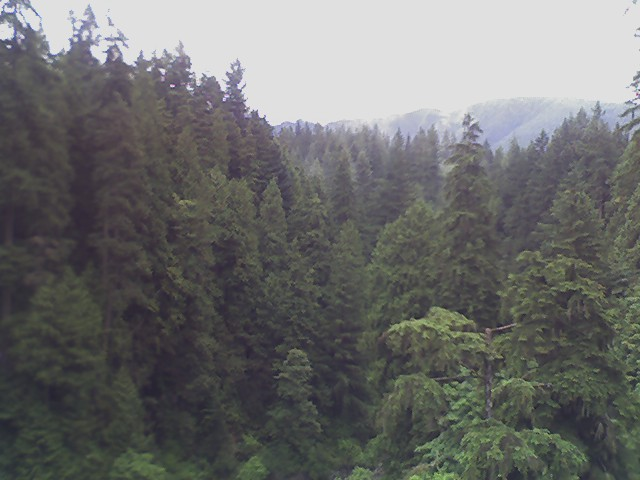
Foresta pluviale temperata vista dal Capilano Suspension Bridge in Columbia Britannica, Canada.

La foresta pluviale temperata è un tipo di foresta sempreverde, composta sia di conifere che di latifoglie, e caratteristica di latitudini temperate dove le precipitazioni sono abbondanti.

## Descrizione
La maggior parte di queste foreste si trovano in concomitanza con i climi umidi oceanici:
- nella regione nord-occidentale del Nord America che dalla California sale fino al sud-est dell'Alaska;
- nel nord-ovest dell'Europa: isole Britanniche, Bretagna, Norvegia;
- Cile meridionale;
- regione sud-orientale dell'Australia (Tasmania, Victoria, Nuovo Galles del Sud e zone montane del Queensland[1]);
- costa occidentale dell'Isola del Sud della Nuova Zelanda.

Alcune foreste si trovano anche nelle regioni con clima subtropicale umido: costa del Mar Nero (nord-est della Turchia e Georgia occidentale), a sud e sud-est del Mar Caspio (sud-est e nord-est dell'Azerbaigian e nord dell'Iran), Isola del Nord della Nuova Zelanda, Garden Route del Sudafrica, sud e ovest del Giappone e sulle foreste di conifere delle montagne centrali di Taiwan.
Le foreste pluviali temperate si distinguono dalle altre foreste temperate per alcuni fattori:
- precipitazioni abbondanti (dai 2.000 ai 4000 mm/anno, a seconda della latitudine);[2]
- vicinanza al mare: permette variazioni stagionali di temperatura moderate, con inverni più caldi ed estati più fresche rispetto alle zone caratterizzate da clima continentale;
- montagne costiere: queste foreste crescono principalmente dove le catene montuose si trovano in prossimità della costa;
- le foreste sono prevalentemente di conifere o di latifoglie sempreverdi, o miste a specie decidue.